# Acoustic (album Johna Lennona)
Acoustic – kompilacyjny album Johna Lennona wydany w 2004 roku. Zawiera on wersje demo utworów i wystąpienia na żywo, nagrane tylko z użyciem gitary akustycznej. Płyta została skrytykowana zarówno przez fanów jak i krytyków muzycznych, dlatego że dziewięć z szesnastu utworów z płyty pojawiło się wcześniej na albumie John Lennon Anthology, a reszta zamieszczana była od wielu lat na bootlegach. W Wielkiej Brytanii płyta nie zdobyła wysokich notowań list przebojów, w USA, natomiast zajęła 31. pozycję i była najlepiej sprzedającym się albumem od czasów ścieżki dźwiękowej Imagine: John Lennon.

## Lista utworów
| 1.  | "Working Class Hero"                                                                               | 3:58  |
|     | |       |
| 2.  | "Love"                                                                                             | 2:30  |
|     | |       |
| 3.  | "Well Well Well"                                                                                   | 1:14  |
|     | |       |
| 4.  | "Look at Me"                                                                                       | 2:49  |
|     | |       |
| 5.  | "God"                                                                                              | 2:38  |
|     | |       |
| 6.  | "My Mummy's Dead"                                                                                  | 1:13  |
|     | |       |
| 7.  | "Cold Turkey"                                                                                      | 3:26  |
|     | |       |
| 8.  | "The Luck of the Irish" (John Lennon/Yoko Ono) nagrane na żywo 10 grudnia 1971 w mieście Ann Arbor | 3:41  |
|     | |       |
| 9.  | "John Sinclair" nagrane na żywo 10 grudnia 1971 w mieście Ann Arbor                                | 3:22  |
|     | |       |
| 10. | "Woman Is the Nigger of the World" (John Lennon/Yoko Ono)                                          | 0:39  |
|     | |       |
| 11. | "What You Got"                                                                                     | 2:24  |
|     | |       |
| 12. | "Watching the Wheels"                                                                              | 3:04  |
|     | |       |
| 13. | "Dear Yoko"                                                                                        | 4:05  |
|     | |       |
| 14. | "Real Love"                                                                                        | 4:00  |
|     | |       |
| 15. | "Imagine" nagrane na żywo 17 grudnia 1971 w teatrze Apollo                                         | 3:08  |
|     | |       |
| 16. | "It's Real"                                                                                        | 1:04  |
|     | |       |
|     | | 43:15 |
|     | |       |